# Stor & Liten
Stor & Liten var ett varumärke för Skandinaviens största leksaksbutikskedja som grundades hösten 1975 av Torsten Nyquist, denne drev Stor & Liten till 1989 då kedjan köptes av Kooperativa Förbundet (KF). 
Stor & Liten bestod av 25 butiker runt om i Sverige då KF sålde kedjan år 2000 till danska BR som avvecklade kedjan och omvandlade butikerna till BR Leksaker. 
Våren 2011 köptes varumärket BR av Top-Toy, som 2018 försattes i konkurs. Senare återlanseras Stor & Liten som en e-handelsbutik.

## Bakgrund
Kedjans första butik låg i Parkadenhuset i hörnet av Mäster Samuelsgatan och Regeringsgatan i Stockholm, ytterligare en butik i två våningar öppnades i början av 1980-talet i Gallerian mot Hamngatan. Butiken på Regeringsgatan 55 omvandlades i början av 1980-talet till den futuristiska dator- och TV-spelsbutiken Framtiden. Verksamheten flyttade efter butikens nedstängning in i butiken i Gallerian. 
Stor & Litens logotyp, en antropomorfisk kloss ("Stor") som går hand i hand med en likaledes boll ("Liten"), är designad och ritad av Lasse Åberg.